# Cemetery Lake
Cemetery Lake är en sjö i Antarktis. Den ligger i Östantarktis. Australien gör anspråk på området. Cemetery Lake ligger 11 meter över havet.